# John Winthrop il Giovane
John Winthrop, più noto come John Winthrop il Giovane (Edwardstone, 12 febbraio 1606 – Boston, 5 aprile 1676), è stato un politico inglese, governatore del Connecticut.

## Biografia

### Formazione
John Winthrop nacque in una famiglia della piccola nobiltà puritana dell'Essex (Inghilterra), figlio di John Winthrop il Vecchio e di Mary Forth, a sua volta figlia di un gentiluomo di campagna dell'Essex. Frequentò la scuola di grammatica Bury St Edmunds, il Trinity College di Dublino e infine studiò per qualche tempo legge all'Inner Temple di Londra, una delle quattro associazioni professionali degli avvocati della corte reale. Nel 1628 accompagnò il Duca di Buckingham nella sfortunata spedizione in aiuto degli ugonotti di La Rochelle assediati dall'esercito di Luigi XIII di Francia. Fece subito dopo un viaggio di istruzione in Italia e in Grecia, ritornando in Inghilterra nel 1629. 

### Età adulta
Nella primavera del 1630 si imbarcò sulla nave Arbella alla volta del Nuovo Mondo nella spedizione guidata da suo padre, neoeletto governatore della Colonia della baia del Massachusetts. John Winthrop il giovane ne fu uno degli assistenti negli anni dal 1635 al 1641 e dal 1644 al 1649. Nel 1633 fu uno dei fondatori di Agawam, attualmente Ipswich (Massachusetts). Trascorse l'anno successivo in Inghilterra, per tornare nel 1635 come governatore del Connecticut su incarico del Barone Saye e Sele. Fece costruire il forte Saybrook alla foce del fiume Connecticut.
Fece ritorno nel Massachusetts per studiare scienze naturali e reclutare coloni per lo sfruttamento dei minerali. Soggiornò poi temporaneamente in Inghilterra dal 1641 al 1643. Di nuovo nel Massachusetts, allestì fonderie a Lynn e a Braintree. Nel 1645 acquistò dei terreni nel sud-est del Connecticut e nel 1646 fondò la città che più tardi fu chiamata New London (Connecticut). 
Nel novembre del 1661 soggiornò a Londra cercando di stipulare un nuovo accordo (Royal Charter) tra la sua colonia e la Gran Bretannia. L'accordo esistente, adottato durante l'era Cromweel,era farragginoso e il processo decisionale nel Connecticut era rallentato soffocando l'iniziativa della colonia. In questo soggiorno incontrò Sir Robert Moray con cui aveva studiato a Oxford nel 1643. Moray, tra i fondatori della Royal Society, lo invitò nella Royal Society. Inoltre Moray abile nel ruolo di negoziatore, aiutò Winthrop a ottenere lo statuto che cercava. Winthrop fu anche nominato “principale corrispondente della Royal Society in Occidente”. Moray ottenne così 2 obiettivi: contrastare le ambizioni degli olandesi e fare in modo di tenersi aggiornato sull'evoluzione della colonia nel Nord America.
Si dedicò di nuovo alla politica della colonia del Connecticut, diventandone magistrato nel 1651 e governatore negli anni 1657-58 e dal 1659 fino alla morte. Nel 1662 ottenne da Carlo II l'unificazione delle colonie del Connecticut e del New Haven.

## Scritti
Fu membro della Royal Society, per le cui Philosophical Transactions contribuì con due lavori: Some Natural Curiosities from New England e Description, Culture and Use of Maize. La sua corrispondenza con la Royal Society è pubblicata nel serie I, vol. XVI del Massachusetts Historical Society's Proceedings.